# Готтард (перевал)
Готтард, Санкт-Готтард, Сен-Готтард, Перевал Святого Готтарда (нім. Gotthardpass, італ. Passo del San Gottardo) — високогірний перевал у Швейцарії між Айроло в кантоні Тічино та Гошененом у кантоні Урі, сполучає північну німецькомовну частину Швейцарії з італомовним Тічино. Розташований у південно-східній Швейцарії, у Лепонтинських Альпах, сполучає долини річок Тічино і Ройс, розташований на висоті 2108 метрів над рівнем моря. Перевал розташований у кантоні Тічино, приблизно за 2 км на південь від кордону з Урі, між масивами Піц Луцендро (на заході) і Піццо Централе (на сході).

## Історія
Значення як одного з основних маршрутів через Альпи у перевала Сен-Готтард з'явилося лише у Високому середньовіччі. Римляни не використовувати прохід через складність подолання бурхливої річку Ройс, що протікає у вузькому каньйоні Шелленен (нім. Schöllenen) близько 5 км на північ від міста Андерматт. Перевал почали використовувати тільки після будівництва «Чортового мосту» над входом в ущелину. Перший дерев'яний міст через ущелину Шелленен був побудований приблизно в 1220 році, і в наступні роки перевал швидко набув важливого значення.
Відкриття ущелини Шелленен для руху людей та в'ючних тварин було важливим фактором у становленні  Старої Швейцарській конфедерації. Три кантони Урі, Швіц і Унтервальден («лісові кантони») отримали імперський статус (пряме підпорядкування імператору) від Гогенштауфенів в першій половині XIII століття і важливим аспектом ранньої конфедерації, вираженим у Пфаффенбрифі 1370 року, була саме гарантія безпеки і мирного проходу вздовж дороги від Цюриха до Готардського перевалу.
Швейцарці також були зацікавлені в розширенні свого впливу на південь від Альп, щоб забезпечити торговий шлях через перевал до Мілана. Починаючи з 1331 року, вони спочатку застосовували свій вплив через мирні торговельні угоди, але в XV столітті їх участь перетворилася на військову. 1403 р. верхня Левентіна, як називають долину на південь від перевалу, стала протекторатом Урі. Протягом XV століття між швейцарцями та Міланським герцогством точилася мінлива боротьба, яка зрештою призвела до завоювання швейцарцями території Тічино.
Легенда про «Міст диявола» (нім. Teufelsbrücke), пов'язана з переходом через ущелину Шелленен, не є середньовічною. Вона може датуватися XVI століттям (підтвердження назви Teiffels Brucken у 1587 році), але, швидше за все, утворилося в XVII столітті, і вперше зареєстроване на початку XVIII століття Йоганном Якобом Шойхцером.
Нова дорога, включно з тунелем довжиною біля 60 м, збудована у 1707/8 роках. Тунель, відомий як Урнерлох, був першим дорожним тунелем, побудованим в Альпах. Його побудував П’єтро Мореттіні (1660–1737).
Перехід через ущелину Шелленен, а отже й через перевал Сент-Готтард дозволяв лише пішохідний рух і рух в’ючних тварин до 1775 року, коли після покращення дороги, нею вирушив перший діліжанс.
В 1830 році через Готтард була побудована нова дорога, достатньо широка, щоб дозволити (односмуговий) моторизований рух. Перший автомобіль перетнув перевал у 1895 році. В 1901 році подолання перевала все ще займало більше доби.
Після відкриття у 1980 році Ґоттардського автомобільного тунеля, сам перевал знову став грати обмежене значення для руху.

## Тунелі через перевал
Декілька тунелів забезпечують прохід під перевалом:
- Залізничний тунель Готтард завдовжки 15 км був першим і відкрито в 1882 для руху.
- Автодорожний тунель Готтард 17 км завдовжки було відкрито в 1980 році.
- Другий залізничний тунель через перевал, Готтардський базисний тунель, з довжиною 57 км є найдовшим залізничним тунелем у світі. Цей тунель, у поєднанні з двома коротшими тунелями запланованими поблизу Цюриху і Лугано як частина проєкту АльпТранзит, призведе до скорочення часу поїздки до 3 годин 40 хв залізницею від Цюриху до Мілану на одну годину.

## Галерея
Перевал Готтард та Чортів міст:

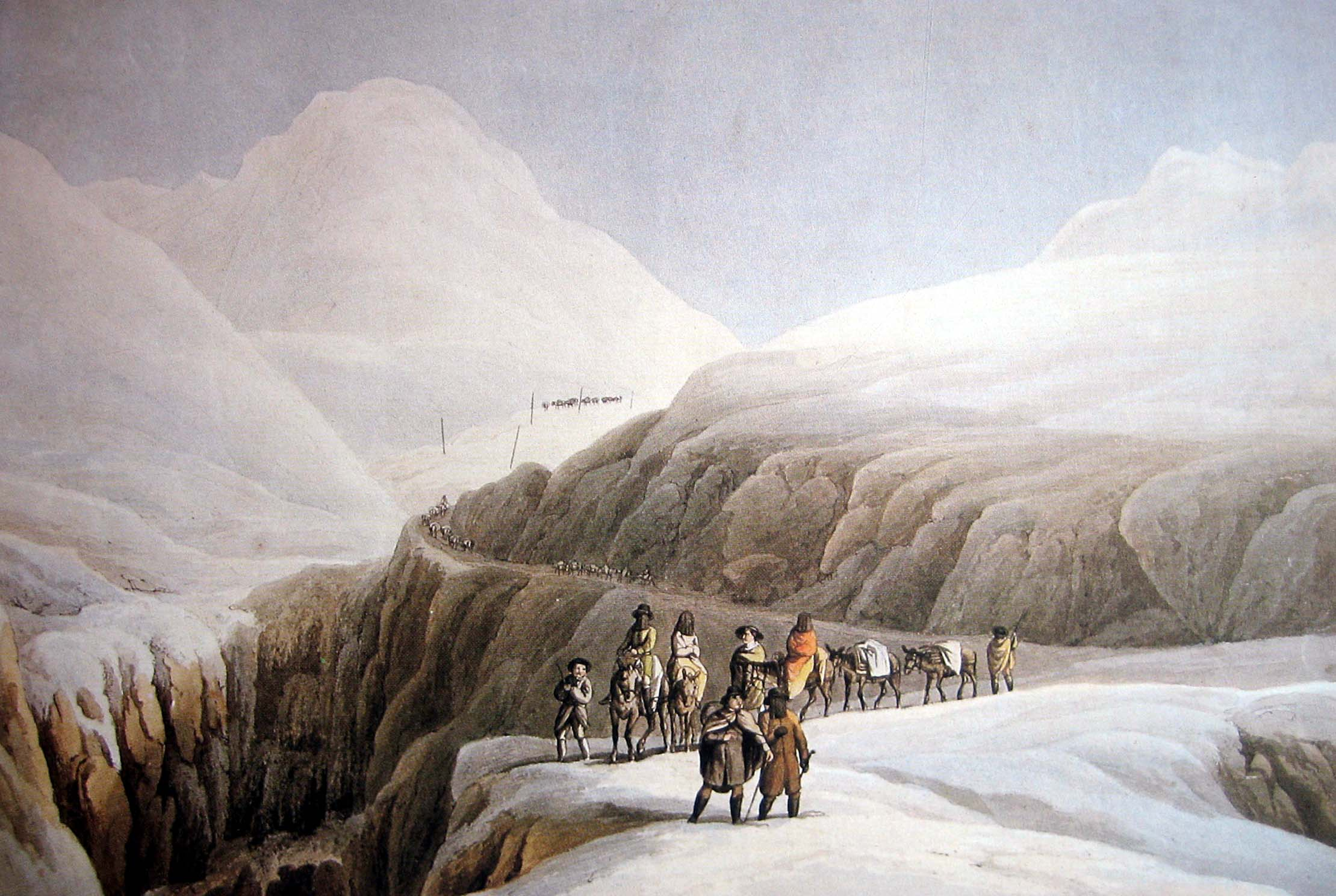
Saint Gotthard Pass in winter 1790
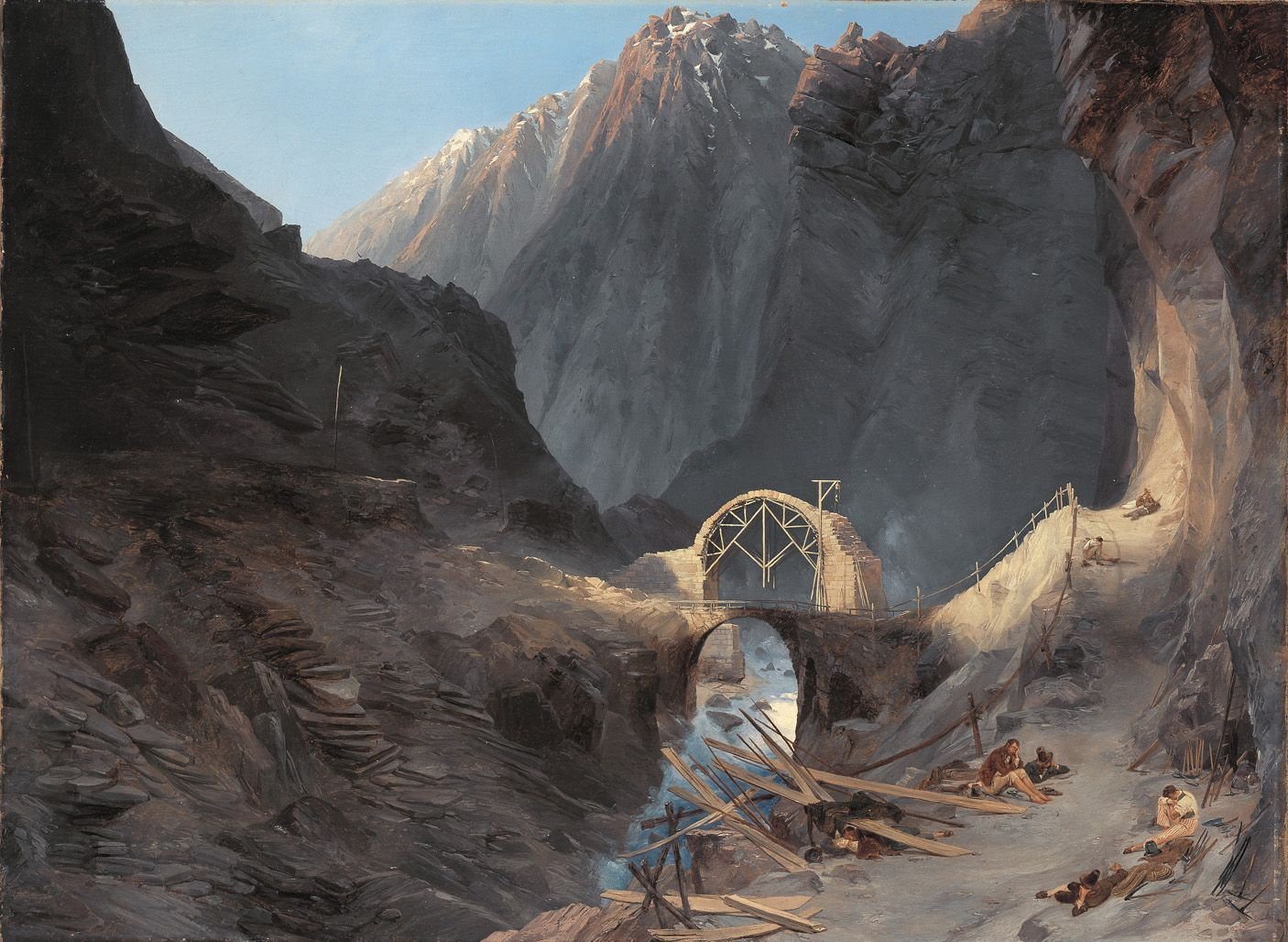
Construction of the Devil's Bridge, Carl Blechen, c. 1833
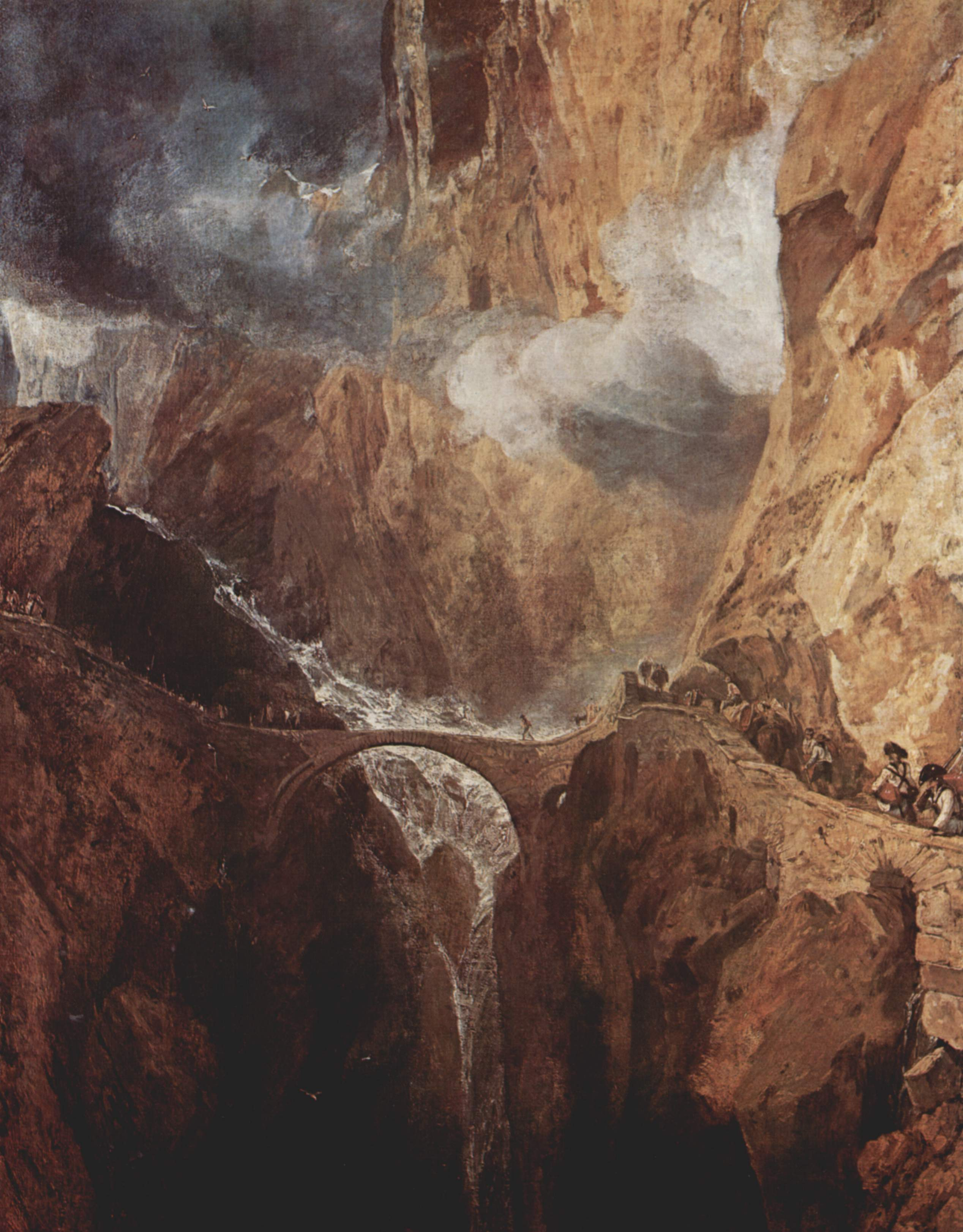
The Teufelsbrücke, St. Gotthard by J.M.W. Turner c. 1803.
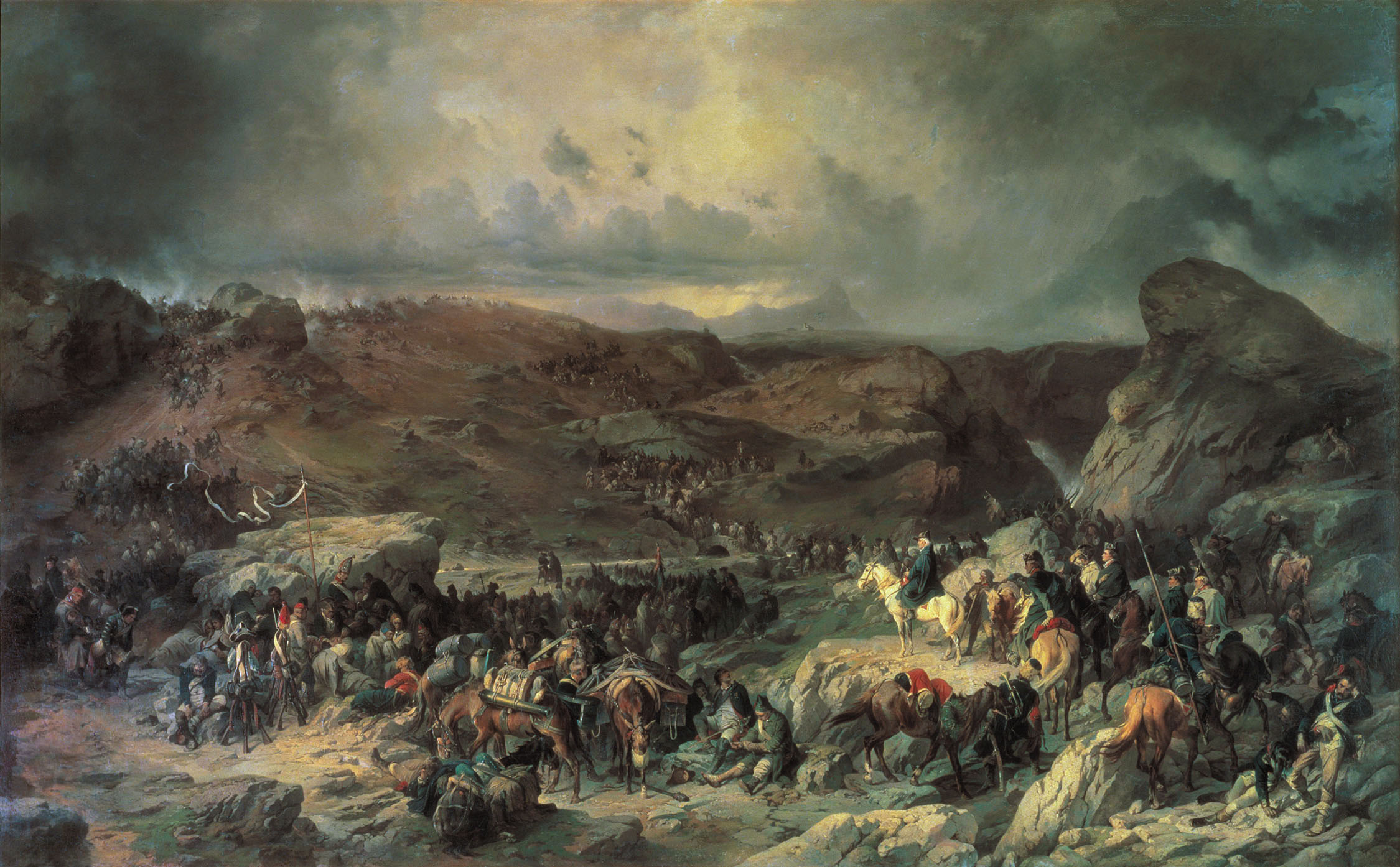
Field Marshal Alexander Suvorov Crossing St. Gotthard Pass, by Alexander Kotzebue.